# 무카이 오사무
무카이 오사무(일본어: 向井 理, 1982년 2월 7일~ )는 일본 가나가와현 출신의 배우이다. 소속사는 호리 에이전시(호리프로 계열)이다. 공식사이트는 소속사를 통해 운영되고 있다. 신장은 182cm이며 혈액형은 O형이다.

## 약력

### 데뷔 전
- 일본 카나가와 현 요코하마시 출신이다.
- 카나가와현립 히토리자와 고등학교를 거쳐, 메이지대학 농학부 생명과학과 졸업했으며, 대학에서는 유전자 공학을 전공했다.
- 무카이 자신은 관동 출신이지만, 무카이의 아버지는 와카야마현 출신, 어머니는 효고현 고베시 출신이다. 그 영향으로 한신 타이거스의 팬으로, 타코야끼도 좋아한다.[1]
  - 아버지는 정체사(민간요법 치료사), 어머니는 중학교 영어교사이다. 형제는 형이 1명있고, 현재 패션 디자이너로 일하며 런던에서 살고 있다.[2]
- 대학생 시절의 아르바이트로 도쿄 시부야에서 바텐더로 일했다. 대학 졸업 이후 캐쥬얼 바 사원으로서 취직해, 후에는 점장을 1년간 맡았다. 바텐더 경력은 6년에 이른다.[3][4][5]
  - 바텐더로 근무하던 시절, 취재를 받은 사진이 잡지「Tokyo graffiti」에 실리게 되었다. 그 사진은 동 잡지의 이케맨(꽃미남) 랭킹으로 4위가 되어, 그것을 본 현재의 매니저가 캐스팅하게 되었고, 연예계 데뷔하게 된 계기이다.[3][4][5]

### 데뷔 후
- 2006년 코카콜라 미닛 메이드의 CM 출연으로 연예계 데뷔했다.
  - 영화감독 이누도 잇신이 연출한 광고로, 오디션을 통해 기용되었다.[2]
- 2008년 10월 4일 특집극으로 방송된 NHK《엄마, 배구로 잡아줘》로, 쿠로키 히토미의 연하의 남편 역으로 첫 주연을 맡았다.
- 2009년 7월에는 여성잡지「anan」으로 올 누드를 선보였다. 당시 어머니가 누드 촬영을 반대하고 있던 것이나,[6] 자신도 처음은 전혀 할 수 없다고 생각하고 있어서 '연예계는 벗게 하는 곳일까'라고 느끼고 있던 것을 밝히기도 했다.[7]
- 2010년 올해의 유행어 대상에도 선택된 드라마 NHK 《게게게 여보》에서는 히로인의 남편 무라이 시게루 역을 연기한 것 외에도, TBS《신참자》, NTV《호타루의 빛 2》, 영화《하나미즈키》,《BECK》등 잇단 화제작에 출연하며 인기 배우 랭킹으로 1위가 되는 등 배우로써 인지도를 넓히며, 큰 주목을 받았다.
- 2011년 NHK 대하 드라마《고우~공주들의 전국~》에서는 우에노 주리가 연기하는 여주인공 고우의 남편, 도쿠가와 히데타다 역을 맡아 연기하였고, 영화《파라다이스 키스》에서는, 코이즈미 조지 역을 맡아 출연하였다.
- 2014년 10월 25일을 기점으로 2006년 11월부터 운영중이던 자신의 블로그를 폐쇄한다고 알렸다.[8]
- 2019년 4월 6일 방송된 TBS 《올스타 감사제 19봄》에서 종합우승하여 상금 100만엔을 획득하였다. 상금으로 당시 드라마《저 ,정시에 퇴근합니다》에 같이 출연한 배우들을 위해 케이터링 이벤트를 해주었다.

### 사생활
- 2012년 1분기에 방송된 드라마《헝그리》에서 같이 출연한 쿠니나카 료코와 교제를 시작, 2014년 12월에 결혼할 것임을 같은 해 11월 21일에 알렸으며[9] 12월 28일에 혼인신고서를 제출하였다.[10]
- 2015년 4월 20일에 쿠니나카 료코가 첫째를 임신하였음을 발표.[11] 같은 해 9월 30일 쿠니나카와 무카이의 소속사에서 공식 사이트를 통해 남자아이가 태어났음을 알림.[12] 정확한 출산일은 알려져 있지 않다.
- 2017년 9월 25일에는 둘째를 가졌음을 알렸다.[13]

## 인물

### 성격 및 취미
- 평소 오토바이를 타는 것과 술, 일식, 생선 요리를 좋아한다. 서툰 것에는 노래와 댄스이다.
  - 음식은 가리는 것 없이 모두 좋아하지만, 유독 완두콩에 싫어한다. 또한 낫토 또한 엄청 싫어한다.[3][4][5]
- 취미는 경력 12년의 축구로, 전 축구선수로 현재 가시와 레이솔의 코치인 이하라 마사미와 말라가 CF의 단장인 페르난도 이에로를 가장 동경한다.
  - 최근에 생긴 취미로는 암벽 등반(특히 볼더링)에 흥미가 있고 도전하고 있다.[3]

### 에피소드
- 좋아하는 여성의 타입은 세걸음 물러서서 자신을 따라와주는 여자로, 가치관이 다른 사람이다. 가치관이 같다는 이유로 상대에게 응석부리는 것은 절대 봐줄수가 없다고 한다.[14]
  - "연애할 때 상대방에게 휘둘린 적은 있나요?"라는 질문에 "그런 일은 상상한 적도 없다. 기본적으로 스스로 결정하고 움직이는 나를 따르라 타입이어서, 거기에 상대방이 따라 올 수 있을까하는 것이 중요포인트입니다"라고 대답했다. 또한 기본적으로 사람이 많은 곳을 싫어하기 때문에 사람이 많은 곳에 가면 까탈스럽게 되어 상대방과 옥신각신하게 된다고 여성과의 데이트 에피소드를 전했다.[15]
  - "나랑 일이랑 어느 쪽이 더 중요해?"라는 여성의 질문에 대해서는 이미 그 질문을 한 시점에서 사귀는 건 좀 어렵지 않을까라고 생각한다고 답했다. "일을 하고 있으니까 데이트도 하고 맛있는 것도 먹으로 다닐 수 있는거니까요, 그 질문을 들는다면 오히려 상대에게 그럼 나 먹여 살려줄 수 있어? 라고 말하게 되어버리니까요"라고 덧붙였다.[16]
- 자신의 사진집「라이카무(ライカム)」의 이름의 유래는, 촬영한 호텔의 이름이「라이카무」로 이것을 반대로 하면「무카이라」로 자신의 이름이 되는 것에서 따왔다.
- 자신의 초기작품에서 가장 인상적인 작품은 드라마《노다메칸타빌레》라고 한다.
- 영화《파라다이스키스》에서 같이 주연을 맡은 키타가와 케이코는 무카이 오사무에 대해서 "처음에는 뭔가 쿨하고 말수가 적다고 생각했는데 친해지자마자 엄청 수다쟁이에 마이페이스인 사람이었어요"라고 말했다.[17]
- 영화《가치☆보이》에서는 프로레슬링 씬의 리허설중에 늑골 골절상을 입었다. 하지만 동료 배우나 스탭에게 폐가 된다고 생각해 비밀로 하고 촬영을 했다.[18]
- 만화가인 코바야시 요시노리와 사이가 좋다.
- 2010년 종전 드라마인 TBS《귀국》의 촬영 전 야스쿠니 신사를 참배한 것을 자신의 블로그에 밝혔고, 이후 한국의 팬들 사이에서 논란이 되기도 했다.[19]
- TBS《세계우루룬체재기》의 방송을 통해 캄보디아에 가게 되었고, "제2의 고향"라고 공언할 정도로 좋아하게 되었다. 2011년 외무성 위촉을 받고 캄보디아 친선 대사가 되었다.[20]

## 출연 작품
※역할의 굵은 표시는 주연 작품을 나타냄

### 텔레비전 드라마

#### 연속 드라마
| 년도 | 방송국    | 제목                                                    | 화수  | 방영일                      | 역할              |
| ---- | --------- | ------------------------------------------------------- | ----- | --------------------------- | ----------------- |
| 2006 | TV 아사히 | 레가타~너와 함께 있던 영원                              | 9화   | 2006. 07. 14 ~ 09. 08       | 보트부 부원       |
| 2006 | 후지 TV   | 노다메 칸타빌레                                         | 11화  | 2006. 10. 16 ~ 12. 25       | 키쿠치 토루       |
| 2007 | NTV       | 밤비노                                                  | 11화  | 2007. 04. 18 ~ 06. 20       | 세노오 마사시     |
| 2007 | 후지 TV   | 망나니마마                                              | 10화  | 2007. 10. 16 ~ 12. 18       | 야마구치 요헤이   |
| 2008 | 후지 TV   | 허니와 클로버                                           | 11화  | 2008. 01. 08 ~ 03. 18       | 마야마 타쿠미     |
| 2008 | NTV       | 오센                                                    | 10화  | 2008. 04. 22 ~ 06. 24       | 다케다 도메키치   |
| 2008 | NTV       | 정의의 아군                                             | 10화  | 2008. 07. 09 ~ 09. 10       | 요시카와 나오키   |
| 2008 | NTV       | 스크랩 teacher~교사 재생                                | 9화   | 2008. 10. 11 ~ 12. 13       | 마츠오 사토시     |
| 2009 | 후지 TV   | 메이의 집사                                             | 10화  | 2009. 01. 13 ~ 03. 17       | 시노부            |
| 2009 | 후지 TV   | 우리집 남자                                             | 11화  | 2009. 04. 14 ~ 06. 23       | 오쿠라 쇼         |
| 2009 | NHK 종합  | 트윈 스피카                                             | 7화   | 2009. 06. 18 ~ 07. 30       | 키류우 하루키     |
| 2009 | NHK 종합  | 엄마, 배구로 잡아줘                                     | 8화   | 2009. 10. 11 ~ 12. 28       | 후지타 코우타로   |
| 2009 | YTV       | 방청매니아09~재판장님! 이 사건은 징역 4년이 어떻습니까? | 10화  | 2009. 10. 22 ~ 12. 24       | 키타 모리오       |
| 2010 | NHK 종합  | 게게게 여보                                             | 156화 | 2010. 03. 29 ~ 09. 25       | 무라이 시게루     |
| 2010 | TBS       | 신참자                                                  | 10화  | 2010. 04. 18 ~ 06. 20       | 키요세 코우키     |
| 2010 | NTV       | 호타루의 빛2                                            | 11화  | 2010. 07. 07 ~ 09. 15       | 세노 카즈마       |
| 2011 | NHK 종합  | 대하드라마 고우~공주들의 전국~                          | 46화  | 2011. 01. 09 ~ 11. 27       | 도쿠가와 히데타다 |
| 2012 | 후지 TV   | 헝그리!                                                 | 11화  | 2012. 01. 10 ~ 03. 20       | 야마테 에이스케   |
| 2012 | TBS       | 썸머 레스큐 ~천공의 진료소~                             | 10화  | 2012. 07. 08 ~ 09. 23       | 하야미 케이고     |
| 2014 | TBS       | S-최후의 경관-                                          | 10화  | 2014. 01. 12 ~ 03. 16       | 카미쿠라 이치고   |
| 2014 | 후지 TV   | 노부나가 콘체르토                                       | 11화  | 2014. 10. 13 ~ 12. 22       | 이케타츠 네오키   |
| 2015 | TV 아사히 | 유산쟁족                                                | 9화   | 2015. 10. 22 ~ 12. 17       | 사토 이쿠오       |
| 2016 | TBS       | 신의 혀를 가진 남자                                     | 10화  | 2016. 07. 08 ~ 09. 09       | 토모나가 란마루   |
| 2016 | NHK 종합  | 아빠 언니                                               | 156화 | 2016. 04. 04 ~ 10. 01       | 코하시 테츠로     |
| 2017 | WOWOW     | 아키라와 아키라                                         | 9화   | 2017. 07. 10 ~ 09. 03       | 카이도 아키라     |
| 2018 | TBS       | 네가 마음에 자리잡았다                                  | 10화  | 2018. 01. 16 ~ 03. 20       | 호시나 렌         |
| 2018 | NHK 종합  | 주판사무라이 바람의 이치베                              | 9화   | 2018. 05. 19 ~ 07. 21       | 카라키 이치베     |
| 2018 | TV 아사히 | 리갈V ~전 변호사 타카나시 쇼코~                         | 9화   | 2018. 10. 11 ~ 12. 13       | 카이자키 하야토   |
| 2018 | WOWOW     | 판도라4 : AI전쟁                                        | 5화   | 2018. 11. 11 ~ 12. 16       | 스즈키 테츠로     |
| 2019 | TBS       | 저, 정시에 퇴근합니다                                   | 10화  | 2019. 04. 16 ~ 06. 25       | 타네다 코타로     |
| 2020 | NHK 종합  | 대하드라마「기린이 온다」                               | 44화  | 2020. 01. 19 ~ 2021. 02. 07 | 아시카가 요시테루 |
| 2020 | 간사이TV  | 10의 비밀                                               | 10화  | 2020. 01. 14 ~ 03. 17       | 시라카와 케이타   |
| 2020 | WOWOW     | 철의 뼈                                                 | 5화   | 2020. 04. 18 ~ 05. 16       | 소노다 슌이치     |
| 2021 | WOWOW     | 화려한 일족                                             | 12화  | 2021. 04. 18 ~ 07.11        | 만표 텟페이       |
| 2021 | TBS       | 꾸미는 사랑에는 이유가 있어                             | 10화  | 2021. 04. 20 ~ 06. 22       | 하야마 쇼고       |

#### SP 드라마
| 년도 | 방송국    | 제목                                                                     | 방영일            | 역할             |
| ---- | --------- | ------------------------------------------------------------------------ | ----------------- | ---------------- |
| 2008 | 후지 TV   | 노다메 칸타빌레 in 유럽                                                  | 2008. 01. 04 ~ 05 | 키쿠치 토루      |
| 2008 | 후지 TV   | 기묘한 이야기 2008 봄특별편「이것... 좀 봐...」                          | 2008. 04. 02      | 쿠보타 코이치    |
| 2008 | NTV       | 안개의 불, 사할린 마오카 우체국에 흩어진 9인의 아가씨들                  | 2008. 08. 25      | 노다 겐이치로    |
| 2008 | NHK 종합  | 엄마, 배구로 잡아줘                                                      | 2008. 10. 04      | 후지타 코우타로  |
| 2008 | 후지 TV   | Livejack Special Stories-Drama × Songs - 시미즈 쇼타「HOME」             | 2008. 12. 28      |                  |
| 2010 | TBS       | 스페셜 BUNGO~일본 문학 시네마「황금 풍경」                               | 2010. 02. 15      | 츠시마 슈지      |
| 2010 | NHK 종합  | 디지털 방송 캠페인 드라마「딸기와 센베이」                               | 2010. 07. 04      | 사사키 유이치    |
| 2010 | NHK 종합  | 디지털 방송 캠페인 드라마「깨친 센베이」                                 | 2010. 07. 24      | 사사키 유이치    |
| 2010 | TBS       | 종전 드라마 스페셜「귀국」                                               | 2010. 08. 14      | 구사카 소위      |
| 2011 | 후지 TV   | SMAPxSMAP 코너 드라마 「THE BUDDY」                                      | 2011. 05. 30      | 신입 형사 무카이 |
| 2011 | 후지 TV   | 정말로 있었던 무서운 이야기 여름 특별편 2011「악몽의 13일」              | 2011. 09. 03      | 타카사키 케이타  |
| 2011 | NTV       | 스페셜 기획 드라마「사랑해: 유대」                                       | 2011. 09. 21      | 노구치 토모야    |
| 2012 | TBS       | 눈의 소리~ 신부의 아버지                                                 | 2012. 01. 08      | 다나카 마루      |
| 2012 | TBS       | NTT 도코모 20주년 스페셜 드라마 꿈의 문 특별편「20년 후의 너에게」       | 2012. 07. 01      | 이시카와 카즈마  |
| 2013 | NTV       | 로드 SHOW!「치프플라이트」                                               | 2013. 03. 01      | 카모가와 타카시  |
| 2013 | YTV       | 요미우리테레비 개국 55주년 기념 드라마「괴물」                           | 2013. 06. 27      | 마사키 료        |
| 2013 | TBS       | SPEC~ 제로~                                                              | 2013. 10. 23      | 세카이           |
| 2014 | 후지 TV   | 마쓰모토 세이초 드라마 스페셜「죽음의 배송」                             | 2014. 05. 30      | 쇼코이 타케하치  |
| 2014 | NTV       | 로드 SHOW!「자석 남자」                                                  | 2014. 06. 13      | 오바 소스케      |
| 2015 | TBS       | 신년드라마 특별기획「우리집」                                            | 2015. 01. 04      | 사쿠라기 잇포    |
| 2015 | TV 도쿄   | 개국 50주년 특별기획 드라마「영원의 제로」                               | 2015. 02. 11 ~ 15 | 미야베 큐조      |
| 2015 | NTV       | 로드 SHOW!「자석 남자 2015」                                             | 2015. 09. 18      | 오바 소스케      |
| 2016 | TV 아사히 | 마츠모토 세이초 드라마 스페셜「검은 수해」                               | 2016. 03. 13      | 요시이 료이치    |
| 2016 | TV 아사히 | 고독한 미식가 스페셜!~한여름의 토호쿠 미야기 출장편                      | 2016. 08. 03      | 마카히라 타츠야  |
| 2017 | TV 아사히 | 아가사 크리스티 드라마 스페셜「그리고 아무도 없었다」                    | 2017. 03. 25 ~ 26 | 고묘 타쿠        |
| 2017 | 후지 TV   | 드라마 미스터리즈 카리스마 서점원이 뽑은 주옥의 한 권「정은 타인을...」  | 2017. 04. 22      | 키타가와 타케시  |
| 2017 | NTV       | 로드 SHOW!「우리들의 용기, 미만도시 2017」                               | 2017. 07. 21      | 사야마           |
| 2018 | 후지 TV   | 쿠로이도 살인                                                            | 2018. 04. 14      | 효도 하루오      |
| 2018 | NHK 종합  | 태양을 사랑한 사람 ~1964 그 날의 패럴림픽~                               | 2018. 08. 22      | 나카무라 유타카  |
| 2019 | YTV       | 개국 60주년 기념드라마「약속의 스테이지 ~시간을 달리는 두 사람의 노래~」 | 2019. 02. 22      | 츠시마 코이치로  |
| 2019 | NHK 종합  | LIFE Present 드라마「숨어라! 우사에몬 ~THE SKY ATTACK~」                 | 2019. 12. 26      | 진베에           |
| 2020 | NHK 종합  | 정월특집시대극「주판사무라이 바람의 이치베 ~천공의 매~」                 | 2020. 01. 03      | 카라키 이치베    |
| 2021 | TV 도쿄   | 신춘 드라마 스페셜 「인생 최고의 선물」                                  | 2021. 01. 04      | 타부치 시게유키  |

#### 게스트 출연
| 년도 | 방송국    | 제목 및 출연화                             | 방영일                | 역할                    |
| ---- | --------- | ------------------------------------------ | --------------------- | ----------------------- |
| 2006 | TBS       | 백야행 3화                                 | 2006. 01. 26          |                         |
| 2007 | NTV       | 백귀야행 7화「저주의 비녀(칸자시)」        | 2007. 03. 17          | 젊은 시절의 이이지마 료 |
| 2009 | 후지 TV   | 임협헬퍼 1화                               | 2009. 07. 09          | 시츠미 카즈키           |
| 2012 | NTV       | 속임~ 대행여배우 마키~ 4화                 | 2012. 04. 26          | 시라타 다이스케         |
| 2017 | TV 아사히 | 평온한 고향                                | 2017. 04. 03 ~ 09. 29 | 시노미야 미치히로       |
| 2019 | TV 아사히 | 시효경찰 시작했습니다 2화                  | 2019. 10. 18          | 쿠사카베 아키토         |
| 2021 | TV 도쿄   | 바이플레이어즈 명조연의 숲에서 100일간 2화 | 2021. 01. 15          | 본인(무카이 오사무)     |

### 모바일 드라마
| 년도 | 채널             | 제목                                 | 방영일                | 역할            |
| ---- | ---------------- | ------------------------------------ | --------------------- | --------------- |
| 2008 | 후지 TV 온디멘드 | 허니와 클로버 속편 「마야마의 안경」 |                       | 마야마 타쿠미   |
| 2009 | Bee TV           | 스위트 룸 「Birthday」               | 2009. 08. 15          | 나카가와 유헤이 |
| 2010 | Bee TV           | 5년 후의 러브 레터                   | 2009. 05. 01 ~ 07. 12 | 시무라 와타루   |
| 2013 | Bee TV           | 최고의 프로포즈                      | 2013. 05. 20 ~ 06. 24 | 모리모토 세이지 |

### 영화
| 년도 | 제목                                                   | 배급사          | 일본개봉일   | 한국개봉일   | 역할                  |
| ---- | ------------------------------------------------------ | --------------- | ------------ | ------------ | --------------------- |
| 2006 | 그러니까 나를 앉게 해줘~ 통근전철에서 앉아서 가는 방법 | 사자나미        | 2006. 10. 07 |              |                       |
| 2007 | 나는 당신을 위해 죽으러 갑니다                         | 토에이          | 2007. 05. 12 |              |                       |
| 2008 | 가치☆보이                                              | 토호            | 2008. 03. 01 |              | 오쿠데라 치히로       |
| 2010 | 하나미즈키                                             | 토호            | 2010. 08. 21 |              | 기타미 준이치         |
| 2010 | BECK                                                   | 쇼치쿠          | 2010. 09. 04 | 2010. 11. 18 | 타이라 요시유키       |
| 2011 | 파라다이스 키스                                        | 워너브라더스    | 2011. 06. 04 | 2013. 06. 20 | 코이즈미 죠지         |
| 2011 | 우리는 세상을 바꿀 수 없어                             | 토에이          | 2011. 09. 23 |              | 코타                  |
| 2012 | 극장판 SPEC~ 천~                                       | 토호            | 2012. 04. 07 |              | 세카이                |
| 2012 | 걸                                                     | 토호            | 2012. 05. 26 |              | 모리모토 소우타       |
| 2012 | 새 구두를 사야해                                       | 토에이          | 2012. 10. 06 | 2013. 04. 25 | 센                    |
| 2013 | 노란 코끼리                                            | 쇼게이트        | 2013. 02. 02 | 2013. 11. 14 | 무코 아유무           |
| 2013 | 극장판 SPEC~ 클로즈~ 점의 편                           | 토호            | 2013. 11. 01 |              | 세카이                |
| 2013 | 극장판 SPEC~ 클로즈~ 효의 편                           | 토호            | 2013. 11. 29 |              | 세카이                |
| 2013 | 도라에몽의 비밀 도구 박물관                            | 토호            | 2013. 03. 09 |              | 무카이 오사루(목소리) |
| 2014 | 모모세, 여기를 봐                                      | 수르키토스      | 2014. 05. 10 | 2014. 10. 30 | 아이하라 노보루(성인) |
| 2014 | 오 브라더, 오 시스터!                                  | 쇼게이트        | 2014. 10. 25 | 2015. 03. 05 | 오노데라 스스무       |
| 2015 | 심야식당 - 카레라이스 편                               | 토에이          | 2015. 01. 31 | 2015. 06. 18 | 샐러리맨              |
| 2015 | 남자의 일생                                            | 쇼게이트        | 2015. 02. 14 |              | 나카가와 토시오       |
| 2015 | 극장판 S-최후의 경관- 탈환                             | 토호            | 2015. 08. 29 |              | 카미쿠라 이치고       |
| 2015 | 천공의 벌                                              | 쇼치쿠          | 2015. 09. 12 | 2016. 11. 16 | 유하라 타카히코(청년) |
| 2016 | 극장판 노부나가 콘체르토(신장의 야망)                  | 토호            | 2016. 01. 23 | 2016. 09. 06 | 이케타 츠네오키       |
| 2016 | 란마루 ~신의 혀를 가진 남자~                           | 쇼치쿠          | 2016. 12. 03 |              | 토모나카 란마루       |
| 2017 | 언제 또 너와                                           | 토에이          | 2017. 06. 24 |              | 아시무라 고로         |
| 2018 | 너는, 너라서, 너다                                     | 토에이          | 2018. 07. 07 |              | 토모에다              |
| 2019 | 페이블                                                 | 쇼치쿠          | 2019. 06. 21 |              | 스나가와              |
| 2019 | 사무라이 쉬프터스                                      | 쇼치쿠          | 2019. 08. 30 |              | 야나기사와 요시야스   |
| 미정 | 봄을 파는 사람(はるヲうるひと)                         | AMG엔터테인먼트 | 미정         |              | 미타                  |

## 그 외 출연

### 무대(연극)
| 년도 | 제목                                          | 극장                          | 상연일                | 역할            |
| ---- | --------------------------------------------- | ----------------------------- | --------------------- | --------------- |
| 2009 | 리딩 드라마「만약 네가.」                     | TOKYO FM 홀                   | 2009. 04. 17 ~ 25     |                 |
| 2011 | 더 쉐이프 오브 싱스 ~ 물건의 형태             | 아오야마 원형극장 외          | 2011. 02              |                 |
| 2012 | 애도하는 사람                                 | 파르코 극장 외                | 2012. 10. 19 ~ 28     |                 |
| 2013 | CBGK Premium Stage 리딩드라마「RE:」          | CBGK 시부게키!!               | 2013. 04. 01          |                 |
| 2013 | 오노 데라의 동생 오노 데라의 누나 -차와 영화- | 텐노즈 은하극장 외            | 2013. 07. 12 ~ 08. 28 |                 |
| 2016 | 별회귀선                                      | 도쿄예술극장(시어터웨스트) 외 | 2016. 10. 02 ~ 12. 01 |                 |
| 2017 | 스지나시BLITZ시어터 Vol.5                     | 도쿄 아카사카BLITZ            | 2017. 03. 01          |                 |
| 2017 | 극단☆신칸센「촉루성의 7인 ~바람~」            | IHI스테이지 어라운드 도쿄     | 2017. 09. 15 ~ 11. 03 | 무카이야란베    |
| 2019 | 아름답게 푸르게(美しく青く)                   | 도쿄 Bunkamura 씨어터코쿤     | 2019. 07. 11 ~ 07. 28 | 타치바나 테츠야 |
| 2019 | 아름답게 푸르게(美しく青く)                   | 오사카 모리노미야 피로티홀    | 2019. 08. 01 ~ 08. 03 | 타치바나 테츠야 |

### 내레이션 & 다큐멘터리
| 년도 | 방송국                                | 제목                                                                          | 방영일                      | 역할       |
| ---- | ------------------------------------- | ----------------------------------------------------------------------------- | --------------------------- | ---------- |
| 2010 | WOWOW                                 | 논픽션 W 130억엔의 남자 크리스티아누 호날두, 그 진실                          |                             | 내레이션   |
| 2011 | TBS                                   | 꿈의 문 +                                                                     | 2011. 04. 10 ~ 2016. 03. 27 | 내레이션   |
| 2011 | TBS                                   | TBS 개국 30주년 「인간이란 무엇인가 ...! / 나와 지구 38억. 이야기 어스 코드」 | 2011. 06. 04                | 리포터     |
| 2011 | NHK 종합                              | 환상의 안개 ~마슈 호 신비의 여름~                                             | 2011. 07. 31                | 내레이션   |
| 2011 | NHK BS                                | 세계 유산 시간을 새기다                                                       | 2011. 10. 07 ~ 2013. 03. 15 | 네비게이터 |
| 2012 | TV 도쿄                               | 독점공개! 스미다 수족관은 이렇게 탄생됐다! ~도쿄스카이트리의 넓고 푸른 바다~  | 2012. 05. 20                | 내레이션   |
| 2013 | 후지 TV                               | 4일 밤 연속 지적 탐구 스페셜 연애는 과학이다!                                 | 2013. 02. 25 ~ 28           | 내레이션   |
| 2013 | BS-TBS                                | 무카이 오사무 지구 횡단 종단 27000 킬로미터 대기행 스페셜                     | 2013. 07. 07                | 네비게이터 |
| 2014 | BS-TBS                                | 시오노 나나미 × 무카이 오사무 유혹 이탈리아 대기행(전편)                      | 2014. 06. 08                | 네비게이터 |
| 2014 | BS-TBS                                | 시오노 나나미 × 무카이 오사무 유혹 이탈리아 대기행(후편)                      | 2014. 06. 15                | 네비게이터 |
| 2015 | BS 후지                               | 무카이 오사무가 보았다. 미래를 향하는 힌트 ~라오스 세계유산의길~              | 2015. 07. 04                | 네비게이터 |
| 2016 | NHK 종합                              | NEXT 미래를 위한 자립의 씨앗을 길러내다 ~캄보디아 지뢰지역에서의 보고~        | 2016. 01. 07                | 내레이션   |
| 2016 | NTV                                   | 쿠바가 사랑한 일본인 ~무카이 오사무, 최후의 낙원에~                           | 2016. 02. 07                | 내비게이터 |
| 2016 | NHK 종합                              | 천재 장기기사 15세의 고투를 독점밀착, 후지이 소타                             | 2017. 10. 08                | 내레이션   |
| 2018 | YTV                                   | 부탄이 사랑한 일본인 ~무카이 오사무가 보았다, 행복의 나라의 기적~             | 2018. 02. 04                | 내비게이터 |
| 2018 | NHK 종합                              | 따돌림, 비정규직, 사랑... 노래에 담아난 인생 ~어떤 가집의 이례적인 히트~      | 2018. 10. 16                | 낭독       |
| 2018 | NHK BS4K                              | 영상시 미야자와 겐지의 은하로의 여행 ~슬픔과 사랑과 기도~                     | 2018. 12. 15 ~ 12. 22       | 내비게이터 |
| 2019 | TV 아사히                             | 텔레멘터리 타~ 돈을 주세요 ~갈등의 국제지원~                                  | 2019. 01. 13                | 내레이션   |
| 2019 | NHK 종합                              | 사람이야기 「그래도 도전은 계속된다. 백혈병과 싸우는 J리그 선수」             | 2019. 02. 11                | 내레이션   |
| 2019 | NHK ETV                               | 네코멘터리 고양이도, 국자도                                                   | 2019. 02. 18                | 낭독       |
| 2019 | Dplay 보관됨 2019-10-18 - 웨이백 머신 | Cosmic Adventure                                                              | 2019. 10. 24 ~ 12. 26       | 내비게이터 |
| 2020 | 모리미술관                            | 미래와 미술관 : AI, 로봇, 도시, 생명~인간은 내일은 어떻게 살아갈 것인가?      | 2019. 11. 19 ~ 2020. 03. 29 | 내비게이터 |
| 2020 | NHK E테레                             | ACTIVE10 이과「금속이온」                                                     | 2020. 02. 06 (심야)         | 내레이션   |

### 뮤직비디오
| 년도 | 가수명                 | 앨범명                             | 곡명              | 발매일       |
| ---- | ---------------------- | ---------------------------------- | ----------------- | ------------ |
| 2008 | 하루(波瑠)             | I Miss You/Message ~내일의 나에게~ | I Miss You        |              |
| 2009 | NICO Touches the Walls | 조각-모든 생각들-                  | 조각-모든 생각들- | 2009. 11. 04 |

### 광고(CM)
| 업체명                           | 제품명                        | 송출년도    | 비고                                    |
| -------------------------------- | ----------------------------- | ----------- | --------------------------------------- |
| 코카콜라                         | 미닛 메이드                   | 2006        |                                         |
| 요시노야                         | 소고기 덮밥제                 | 2006        |                                         |
| SUBARU                           | IMPREZA                       | 2006        |                                         |
| SUBARU                           | FORESTER                      | 2010        | 이나모토 야요이와 공연                  |
| 갸루비                           | 가타아게 포테이토             | 2007        |                                         |
| Dr.&BIOCHEMISTS                  | 캬타리케아                    | 2007        |                                         |
| 카오(Kao, 花王)                  | 바브                          | 2009        |                                         |
| 카오(Kao, 花王)                  | 메구리즈무·증기의 온열 시트   | 2011        | 목소리 출연                             |
| 카오(Kao, 花王)                  | 맨즈 비오레                   | 2011        |                                         |
| 하우스 메이트                    |                               | 2009        | 안과 공동출연                           |
| 닌텐도                           | 토모타치(친구) 콜렉션         | 2010        |                                         |
| 부르봉                           | 알포토 1~3장                  | 2010        | 히가 미나미와 2장에서 공동출연          |
| 부르봉                           | 쇼코란데, 쇼코란데 화이트     | 2012        |                                         |
| 부르봉                           | 알포토 미니초콜릿             | 2014        |                                         |
| 부르봉                           | 부르봉 생슬라이스 초콜릿      | 2016        |                                         |
| RICOH                            | RICOH 기업 캠페인             | 2010        |                                         |
| RICOH                            | 디지털 카메라 <CX4>           | 2010        |                                         |
| RICOH                            | 디지털 카메라 <PENTAX K-30>   | 2012        |                                         |
| RICOH                            | 디지털 카메라 <PENTAX Q10>    | 2012        |                                         |
| RICOH                            | 디지털 카메라 <PENTAX Q7>     | 2013        |                                         |
| LG전자                           | INFINIA 시네마 3D TV          | 2010        |                                         |
| LG전자                           | NTT 도코모 Optimus it L-05D   | 2012        |                                         |
| LG전자                           | NTT 도코모 Optimus Vu : L-06D | 2012        |                                         |
| LG전자                           | NTT 도코모 Optimus it L-05E   | 2013        |                                         |
| 유캔                             | 행정서사                      | 2011 ~ 2012 | 타케다 테츠야 외 공동출연(2012년)       |
| 전국노동자공제생활협동조합연합회 |                               | 2011        |                                         |
| 아사히 음료                      | 클리어 아사히                 | 2011        | 우에토 아야, 토다스 마츠모토와 공동출연 |
| 아사히 음료                      | 미츠야 사이다 올 제로         | 2011        | 다나카 마사히로와 공동출연              |
| 아지노모토                       | 쿠노르 스프 DELI              | 2011        |                                         |
| 아지노모토                       | KK 마루토리가라 스프          | 2011        |                                         |
| Red Hot Chili Peppers            | 앨범 「I'M WITH YOU」 CM      | 2011        |                                         |
| 유키지루시 메그 밀크             | 나츄레 메구megumi 플레인      | 2013        |                                         |
| 유키지루시 메그 밀크             | 메구무 가세리균SP주 요구르트  | 2015        |                                         |
| 다이이찌산쿄 헬스케어            | 프레콜                        | 2014 ~      |                                         |
| 다이이찌산쿄 헬스케어            | 에이지 알레르컷               | 2014 ~      |                                         |
| 타케모토 유지 주식회사           | 마루혼 참기름                 | 2019~       |                                         |

## DVD·서적

### DVD
- 무카이 오사무 DVD「FLAT」(2009년 12월, 포니캐넌)
- 세계우루룬체재기 무카이 오사무 캄보디아편 2007&2011 감독판 (2011년, 토에이)

### 서적
- 1st 사진집「라이카무(ライカム)」(2009년 8월, 와니북스)
- 월간 MEN 무카이 오사무 (2011년 4월, 포니캐넌)
- 무카이 오사무, 요리 수행 헝그리! 간단 레시피 53 (2012년 1월, 매거진하우스)
- 우리는, 일을 한다, 미래를 만든다 (2014년 11월, 아사히 신문 출판사)

## 수상 내역
2010년
- 2010년 GQ Men of the Year 2010
- 2010년 제66회 더 텔레비전 드라마 아카데미상 남우조연상 ("게게게 여보")

2011년
- 2011년 제35회 에란도르상 신인상
- 2011년 제32회 요코하마 영화제 최우수 신인상 ("BECK", "하나 미즈키")
- 2011년 TVnavi 제7회 드라마 오브 더 이어 2010 최우수 남우조연상 ("게게게 여보")
- 2011년 제19회 하시다상 신인상

2019년
- 2019년 제16회 컨피던스 어워드 드라마상 남우조연상[41] ("저, 정시에 퇴근합니다")